# عبد الرحمن بن محمد العلوي
مولاي عبد الرحمان بن محمد أمير مغربي من السلالة العلوية، والده هو السلطان سيدي محمد بن عبد الله. غضب عليه والده، وأصبح مطاردا في حياته، ولجأ عند الأتراك حكام تلمسان، ثم تحول عنهم إلى سجلماسة، وتردد بعدها على قبائل سوس، ثم توغل في الصحراء حتى شنقيط، بعد أن اشتد عليه الطلب من أبيه رغم محاولات عديدة لتأمينه وتطمينه، فلما بلغه خبر موت والده السلطان ترك الصحراء وطلع إلى رُدانَة بتارودانت فأقام بها مدة ومن المحتمل أنه حاول الدخول في المنافسة لخلافة والده مع اخوته مولاي اليزيد ومولاي سليمان ومولاي مسلمة، لكن لم يتم له ذلك، ومات بعد سنوات مريضا بسوس عام 1212هـ، وهو العام الذي اجتاح فيه وباء الطاعون الكبير بلاد المغرب.